# The LOX
The LOX è un collettivo rap di New York nato nei primi anni novanta. LOX è l'acronimo di "Living Off Experience".

## Storia del gruppo
Il gruppo è composto da Sheek Louch (all'anagrafe Shawn Jacobs), Jadakiss (Jayson Phillips), e Styles P (David Styles) (al tempo si chiamava Styles). Arrivati all'età adolescenziale decidono di formare una crew, battezzandola "The Bomb Squad", con cui si esibiscono localmente ed iniziano ad incidere le prime demo. Il gruppo cambiò poi nome in "The Warlocks", cominciando a ritagliarsi il proprio spazio nella scena underground locale. Riescono fortunosamente a far ascoltare una loro demo a Mary J. Blige, che lo fa a sua volta ascoltare a Diddy (al tempo Puff Daddy), guadagnandosi un posto nella Bad Boy Records, di cui quest'ultimo era al tempo CEO. Sotto suggerimento, per l'appunto, di Diddy, il gruppo cambiò ancora una volta il nome in "The L.O.X.".
Nel 1997, cominciano a realizzare collaborazioni nelle produzioni di Diddy. Partecipano al brano di Diddy "It's All About The Benjamins", ed anche in "I Got the Power", e in "24 Hrs. to Live" di Mase, "Honey" di Mariah Carey.

Collaborano anche con The Notorious B.I.G. in "Last Day", a "Can't Get You Off My Mind" di Mary J. Blige e a "Saturday Night" di Zhanè. Nell'estate del '97 i LOX conquistano il successo, parrtecipando al disco di Diddy "No way Out".
Lavorano inoltre su singoli come "I'll Be Missing You", hit internazionale di Puff Daddy, per il quale viene scelto inoltre come B-Side il singolo di tributo a Biggie "We'll Always Love Big Poppa" dei L.O.X., il quale spopolò, divenendo "miglior hit" dell'anno 1997, anno nel quale il gruppo registra un notevole incremento di notorietà.
Nel '98 arriva l'album di debutto dei LOX "Money, Power & Respect" che entra subito al terzo posto della classifica pop. Entrati sotto l'etichetta indipendente Ruff Ryders (dopo una problematica separazione dalla Bad Boy Records), ad inizio del 2000 realizzano "We Are The Streets".

## Discografia

### Album in studio
- 1998 – Money, Power & Respect
- 2000 – We Are the Streets
- 2016 – Filthy America... It's Beautiful
- 2020 – Living Off Xperience

### Raccolte
- 2009 – No Security

### Mixtape
- 2014 – The Trinity: 3rd Sermon

### EP
- 2013 – The Trinity
- 2014 – The Trinity 2nd Sermon

### Singoli
| If You Think I'm Jiggy - Etichetta: Bad Boy Entertainment - Pubblicato: 1997 |
| Puff Daddy & The Family Feat. The Notorious B.I.G. & Mase/Lil'Kim & The LOX - Been around the world (7") - Etichetta: Puff Daddy Records - Pubblicato: 1997                                                               |
| Puff Daddy & Faith Evans / 112 / Lox, The - Tribute To The Notorious B.I.G. - Etichetta: Arista - Pubblicato: 1997 |
| Zhané Feat. Lox, The - Saturday Night - Etichetta: Motown, Illtown - Pubblicato: 1997 |
| If You Want It (12", Promo) - Etichetta: Bad Boy Entertainment - Pubblicato: 1997 |
| We'll Always Love Big Poppa (12", Promo) - Etichetta: Bad Boy Entertainment - Pubblicato: 1997 |
| Puff Daddy & The Family Feat. The Notorious B.I.G., Lil' Kim, Lox, The, Dave Grohl, Perfect, Fuzzbubble & Rob Zombie - It's All About The Benjamins (CD, Maxi) - Etichetta: Arista, Puff Daddy Records - Pubblicato: 1998 |
| Money, Power & Respect - Etichetta: Bad Boy Entertainment - Pubblicato: 1998 |
| If You Think I'm Jiggy (CD, Single) - Etichetta: Bad Boy Entertainment - Pubblicato: 1998 |
| Can't Stop, Won't Stop / So Right (12", Promo) - Etichetta: Bad Boy Entertainment - Pubblicato: 1998 |
| Let's Start Rap Over (12", Pro) - Etichetta: Bad Boy Entertainment - Pubblicato: 1998 |
| Black Rob Feat. Lox, The - Can I Live (12", Promo) - Etichetta: Bad Boy Entertainment - Pubblicato: 1999 |
| Wild Out (12", Promo) - Etichetta: Interscope Records - Pubblicato: 1999 |
| Fuck You (12", Promo) - Etichetta: Interscope Records - Pubblicato: 1999 |
| Breathe Easy (12", Promo) - Etichetta: Interscope Records - Pubblicato: 1999 |
| Recognize - Etichetta: Interscope Records - Pubblicato: 2000 |
| Ryde Or Die, B**** (12", Promo) - Etichetta: Interscope Records - Pubblicato: 2000 |
| Dirty Ryders (12") - Etichetta: Priority Records - Pubblicato: 2001 |
| Her Sanity Featuring Lox, The - Xclusive - Etichetta: Motown - Pubblicato: 2002 |
| Ruff Ryders Presents: Styles P Featuring Lox, The - Who Want A Problem (Remixed) (CD, Single, Promo) - Etichetta: Ruff Ryders, Interscope Records - Pubblicato: 2006                                                      |
| Livin Off Experience (12") - Etichetta: Senza etichetta - Pubblicato: Data sconosciuta |
| Miss Jones Feat. Lox - Love Somebody Else (12") - Etichetta: Low Down - Pubblicato: Data sconosciuta |
| Mase, Lox, The & DMX / Mase, Big L & McGruff - Niggars Done Started Something / Uptown Connection (12") - Etichetta: Senza etichetta - Pubblicato: Data sconosciuta                                                       |